# سندر بارت
الکساندر بارت (به زبان هلندی: [ˈsɑndər ˈbaːrt]) که به طور رایج به نام سندر بارت شناخته میشود، یک بازیکن هاکی روی چمن هلندی با اصالت بلژیکی است که در تاریخ ۳۰ آوریل ۱۹۸۸ متولد شده است. او به عنوان مدافع یا هافبک در باشگاه بلژیکی Antwerp بازی می‌کند.
سندر بارت بازی هاکی خود را در سن ۶ سالگی در باشگاه Royal Antwerp HC در بلژیک آغاز کرد و در آخرین فصل حضورش در این باشگاه در سال ۲۰۰۷، قهرمان لیگ ملی بلژیک شد. از فصل ۲۰۰۷-۲۰۰۸، او برای باشگاه هلندی Oranje Zwart بازی کرد. در سال‌های ۲۰۱۴، ۲۰۱۵ و ۲۰۱۶، سه بار متوالی قهرمان لیگ ملی هلند شد. همچنین در سال ۲۰۱۵ با این باشگاه قهرمان لیگ هاکی اروپا شد.
سندر علاوه بر بازی در لیگ‌های محلی، در تیم Uttar Pradesh Wizards در سه فصل اول لیگ هاکی هند و همچنین در سال ۲۰۱۷ بازی کرده است. در فصل ۲۰۱۷-۲۰۱۸، او برای باشگاه اسپانیایی Real Club de Polo de Barcelona بازی کرد. در همان فصل، او در لیگ بلژیک برای باشگاه Braxgata به میدان رفت. در ژانویه ۲۰۲۰ اعلام شد که سندر به تیم جانشین Oranje Zwart یعنی Oranje-Rood در آیندهوون برای فصل ۲۰۲۰-۲۰۲۱ بازمی‌گردد. پس از دو فصل در آیندهوون، او به بلژیک بازگشت تا برای باشگاه ابتدایی خود، Antwerp بازی کند.

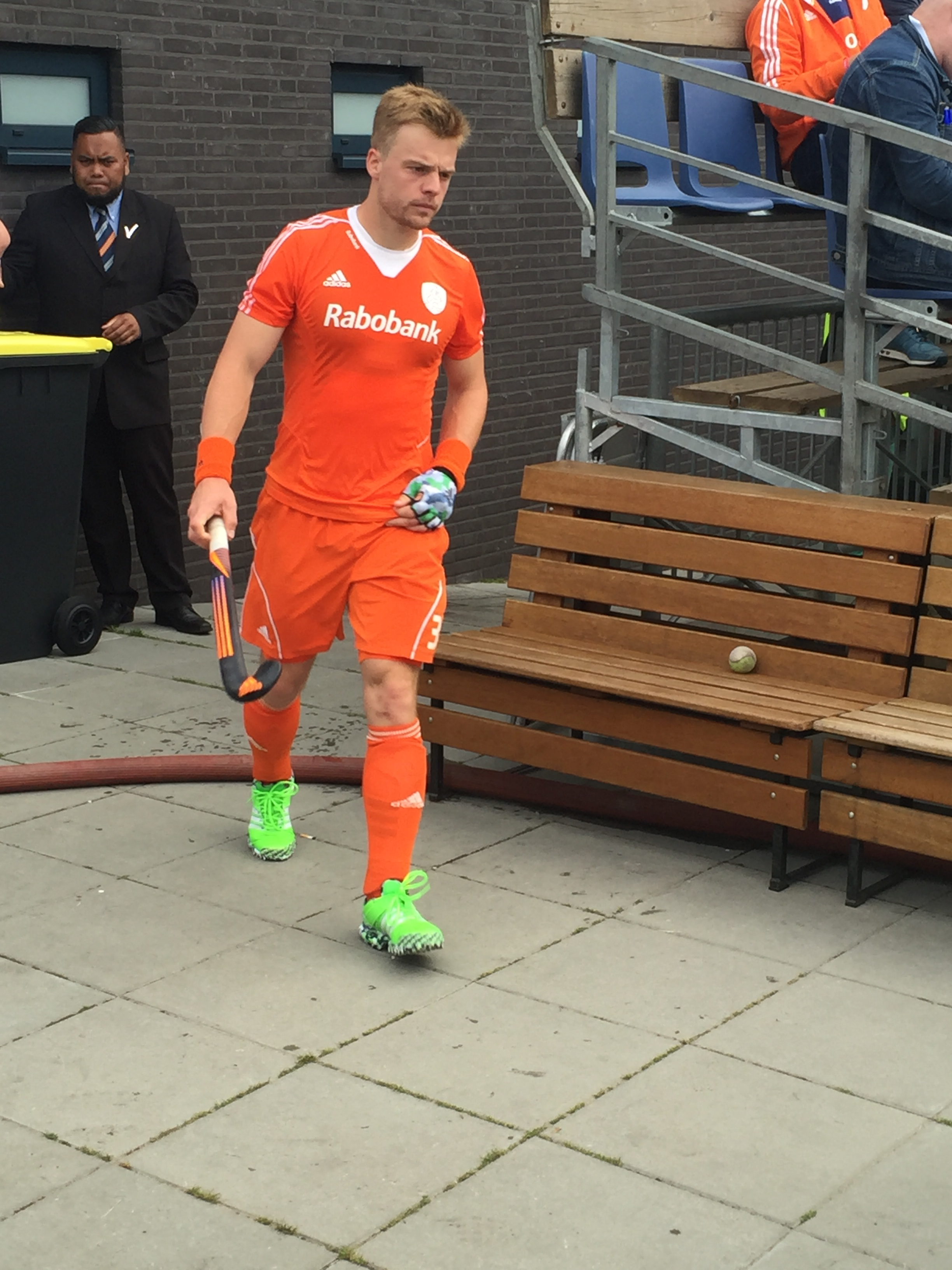
سندر بارت

در رده جوانان، سندر ابتدا برای تیم ملی بلژیک (پسران زیر ۱۶ سال) بازی کرد و با آن‌ها قهرمان اروپا شد. پس از آن، به تیم‌های ملی هلند پیوست و مدال‌های نقره و طلا در رقابت‌های زیر ۲۱ سال اروپا و همچنین مدال نقره در جام جهانی جوانان به دست آورد.
او اولین بازی رسمی خود را برای تیم ملی بزرگسالان هلند در سال ۲۰۰۷ در مقابل تیم کره جنوبی انجام داد. جالب است که سندر تنها بازیکنی است که بدون تجربه بازی در لیگ داخلی هلند، به تیم ملی دعوت شده است. در المپیک تابستانی ۲۰۱۲، او برای تیم ملی هلند بازی کرد و مدال نقره کسب کرد.
همچنین با تیم ملی هلند مدال طلای لیگ جهانی هاکی ۲۰۱۴، نقره جام جهانی همان سال و طلا در قهرمانی اروپا در سال ۲۰۱۵ را به دست آورد. او در المپیک ریو ۲۰۱۶ شرکت کرد و به نیمه‌نهایی رسید. در آگوست ۲۰۱۷، او عنوان قهرمانی اروپا را در آمستردام با شکست تیم ملی بلژیک، زادگاه دیگر خود، به دست آورد. در ژوئن ۲۰۱۹، او به تیم هلند برای قهرمانی اروپا ۲۰۱۹ دعوت شد و همراه تیم مدال برنز را با پیروزی ۴-۰ مقابل آلمان کسب کرد.
1. ↑  «Olympedia – Sander Baart». www.olympedia.org. دریافت‌شده در ۲۰۲۵-۰۴-۲۳.
2. ↑  «المپیک».
3. ↑  «Olympedia – Sander Baart». www.olympedia.org. دریافت‌شده در ۲۰۲۵-۰۴-۲۳.

- مشارکت‌کنندگان ویکی‌پدیا. «Sander Baart». در دانشنامهٔ ویکی‌پدیای انگلیسی، بازبینی‌شده در ۸ اکتبر ۲۰۲۱.